# Autosan H10
Autosan H10 – seria autobusów miejskich, lokalnych i międzymiastowych klasy midi lub maxi produkowanych w latach 1984–2003, początkowo przez Sanocką Fabrykę Autobusów, a następnie przez zakłady Autosan S.A. w Sanoku.
Seria H10 według pierwotnych założeń była opracowywana w celu zastąpienia starzejącej się rodziny H9, w segmencie międzymiastowych i miejskich autobusów klasy midi. W I połowie lat 80. zmieniono koncepcję rozwoju autobusów nowej generacji, z tego powodu dalsze prace konstrukcyjne kontynuowane były pod kątem wprowadzenia do produkcji podmiejskich i międzymiastowych autobusów klasy maxi o oznaczeniu H10-11 i H10-12, które stanowiły uzupełnienie oferty fabryki, a nie były bezpośrednimi następcami modeli H9-20 i H9-21. Do idei zastąpienia rodziny Autosan H9, autobusem klasy midi wywodzącym się z serii H10, powrócono dopiero pod koniec lat 80, czego efektem był wprowadzony do produkcji dopiero w 1992 roku model H10-10. Głównie ze względu na znacznie wyższą cenę zakupu Autosana H10-10, w stosunku do autobusów starszej generacji, autobus ten sprzedawany był w mniejszej liczbie egzemplarzy niż H9-20/H9-21 i ostatecznie nie zastąpił tych pojazdów w ofercie. Autosany serii H10 od drugiej połowy lat 90. były stopniowo zastępowane przez nowe modele z rodziny A10 (Autosan A1010T, Autosan A1012T).

## Historia modelu

### Geneza
W II połowie lat 70. XX wieku Sanocka Fabryka Autobusów miała w swojej ofercie jedynie modele należące do opracowywanej na przełomie lat 60. i 70. serii H9. Pojazdy te pomimo przeprowadzania szeregu modernizacji i wdrażania do produkcji nowych odmian nie były uznawane za autobusy, które w przyszłości odpowiadałyby pod względem zastosowanych rozwiązań technicznych modelom oferowanym przez konkurencyjne przedsiębiorstwa. Z tego powodu rozpoczęto prace konstrukcyjne nad nową serią pojazdów, których rezultatem był zbudowany w 1978 roku autobus miejski Autosan H9/II i zunifikowany z nim model międzymiastowy o oznaczeniu H9/III. Konstrukcja Autosanów H9/II i H9/III bazowała na rozwiązaniach ze starszej serii H9, jednak w prototypowych autobusach zastosowano całkowicie nowe nadwozie o długości 10 m. Odmiana miejska wyposażona została w cztery pary dwuskrzydłowych sterowanych elektro-pneumatycznie drzwi, które prowadziły do wnętrza dostosowanego do przewozu 91 pasażerów z czego 23 na miejscach siedzących. W wersji międzymiastowej zastosowano układ drzwi 2-0-1, przy czym drzwi umieszczone na zwisie przednim były dwuskrzydłowe i sterowane elekto-pneumatycznie. Pojemność przestrzeni pasażerskiej tej odmiany wynosiła 45 osób, które przewożone były na miejscach siedzących. Źródłem napędu obydwu prototypów był produkowany przez Wytwórnię Silników Wysokoprężnych w Andrychowie silnik Andoria 6CT107 o pojemności skokowej 6540 cm³ i mocy maksymalnej 121 kW (165 KM). Ze względu na krótki tylny zwis prototypowych pojazdów, jednostka napędowa została ustawiona poprzecznie, co dodatkowo wymusiło na konstruktorach zastosowanie, opracowanej przez Przemysłowy Instytut Motoryzacji przekładni kątowej, łączącej silnik z 5-biegową manualną skrzynią biegów typu S5-45.
W 1980 roku zapadła decyzja o kontynuowaniu prac nad nową serią autobusów. W nowych modelach zakładano wprowadzenie znacznie większego zakresu zmian w stosunku do przedstawicieli starszej serii H9, niż w pierwszych dwóch prototypach zbudowanych i przedstawionych w 1978 roku.

### Pierwsze prototypy
Pierwszy prototyp, będący przedstawicielem serii H10 o oznaczeniu H10-20.01 zaprezentowany został w 1981 roku. Podwozie tego pojazdu było w znacznym stopniu zunifikowane z Autosanami H9-20 i H9-21, jednak do jego napędu zastosowano będący wówczas w fazie badań turbodoładowany silnik produkcji WSW Andoria typu 6CT107 o pojemności skokowej 6540 cm³ i maksymalnej mocy 125 kW (170 KM). Jednostka napędowa współpracowała z 5-biegową manualną skrzynią biegów S5-45 produkowaną przez zakłady FPS z Tczewa. Dostawcą sztywnej osi przedniej oraz mostu napędowego była Fabryka Samochodów Ciężarowych "Star". Podzespoły te zawieszone zostały na resorach piórowych. Nadwozie prototypu H10-20.01 wyposażone było w wiele elementów zewnętrznych zapożyczonych z Jelcza PR110U, jak np. reflektory, lampy tylne czy wycieraczki. W prawej ścianie bocznej autobusu na zwisie przednim umieszczono sterowane pneumatycznie z miejsca kierowcy jednopłatowe drzwi odskokowe, natomiast na zwisie tylnym drzwi otwierane ręcznie. Prototyp przystosowany został do transportu 45 pasażerów na indywidualnych fotelach.
Rok później opracowano kolejne prototypy tej rodziny. Pierwszym z nich był Autosan H10-20.02, który wyróżniał się w stosunku do podtypu ".01" dwuskrzydłowymi drzwiami przednimi, mostem napędowym o mniejszym przełożeniu oraz zmniejszoną do 43 liczbą foteli, jak i ich rodzajem. Prototyp ten był jednocześnie pierwszym sprzedanym egzemplarzem "Autosana H10" – zakupiło go przedsiębiorstwo ZT Sanok.
Drugim prototypem zbudowanym w 1982 roku był Autosan H10-21. W pojeździe tym zastosowano jugosłowiański 6-cylindrowy, widlasty silnik wysokoprężny TAM F6L-413FR o pojemności około 9,5 dm³ i mocy maksymalnej 141 kW (192 KM), który zblokowany został z 5-biegową skrzynią manualną Famos 5MS-6024. Obydwa prototypy zostały pokazane na Międzynarodowych Targach Poznańskich w 1982 roku.

## Autosan H10-11

### Rozwój
Jeszcze w pierwszej połowie lat 80. zweryfikowano plany rozwoju nowej serii autobusów, czego rezultatem było dalsze prowadzenie prac nad pojazdami klasy maxi o długości 11 i 12 metrów. W 1983 roku zbudowano dwa jedenastometrowe prototypy autobusów międzymiastowych. Pierwszym z nich był pojazd o oznaczeniu H10-51, wyposażony w silnik TAM F6L-413FR o mocy maksymalnej 141 kW (192 KM), który współpracował z 5-biegową skrzynią manualną Famos 5MS-6024. W układzie jezdnym zastosowano oś przednią oraz tylny sztywny most firmy TAM, które zawieszone były na resorach piórowych. Drugim prototypem był Autosan H10-53, w którym zamontowano polski silnik Andoria 6CT107 o mocy 125 kW (170 KM) zblokowany z 5-biegową manualną skrzynią biegów S5-45. Zawieszenie tego prototypu również posiadało jugosłowiańskie osie TAM, jednak oparte na resorach parabolicznych dodatkowo wspartych przez stabilizatory.
Konstrukcja powstała przy współpracy SFA z Wojskową Akademią Techniczną, Politechniką Krakowską oraz zakładami dostarczającymi podzespoły; szefem zespołu przygotowującego nową rodzinę autobusów był prof. dr hab. inż. arch. Bohdan Lisowski z Wydziału Architektury PK, a ponadto działali przy tym Edward Pajęcki (konstruktor podwozi), Władysław Majda (główny konstruktor), Jerzy Potocki (pełnomocnik dyrektora ds. nowych uruchomień, syn Stanisława), Eugeniusz Paszkiewicz (kierownik pracownik konstrukcji nadwozi). Model H10 został zaprezentowany podczas odbywającej się w Sanoku w dniach 6-7 października 1982 sesji naukowej w ramach obchodów 150-lecia istnienia fabryki.
W 1984 roku ostatecznie zapadła decyzja o wdrożeniu do produkcji międzymiastowego modelu H10-11, jako pierwszego przedstawiciela nowej serii sanockich autobusów. Powstały wówczas kolejne dwa prototypy zbliżone do pojazdów wprowadzonych do produkcji seryjnej, które w stosunku do Autosanów H10-51 i H10-53 cechowały się nadwoziem wydłużonym o prawie 20 cm.

### Modele seryjne

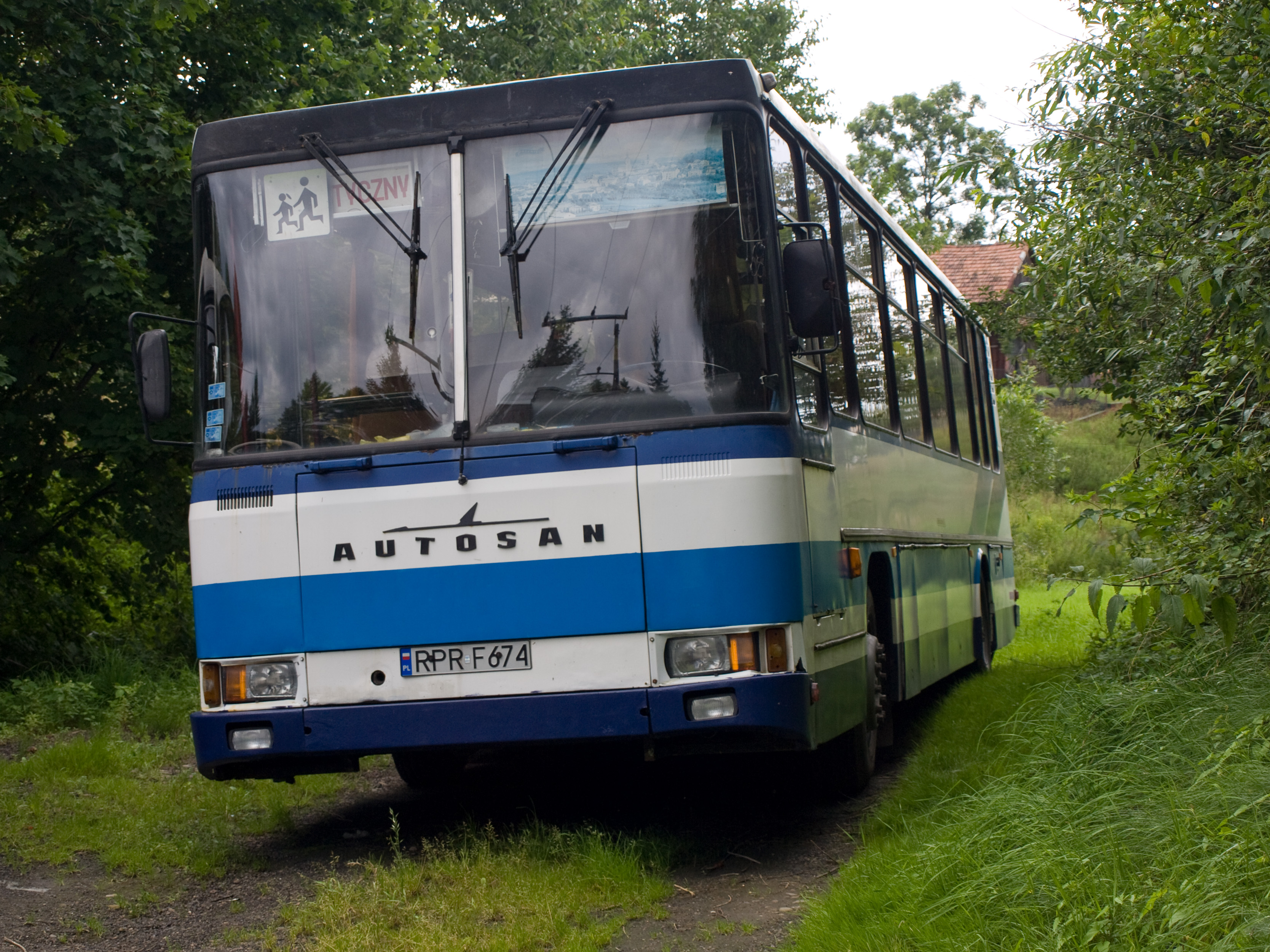
Autosan H10-11 z lat 1984-1991

#### Autosan H10-11.01/.02/.13/.14
Pod koniec 1984 roku wyprodukowano liczącą 10 egzemplarzy serię informacyjną Autosana H10-11. Uroczyste przekazanie 10 egzemplarzy odbyło się 18 grudnia 1984 w Ośrodku Kształcenia Doskonalenia Kadr SFA „Autosan” w Sanoku. Produkcję seryjną uruchomiono w następnym roku. Początkowo oferta obejmowała dwie odmiany międzymiastowe H10-11.01 i H10-11.02. Obydwa modele były napędzane 6-cylindrowym, rzędowym silnikiem wysokoprężnym typu SW680/95/21 o pojemności skokowej 11100 cm³, mocy maksymalnej 136 kW (185 KM) osiąganej przy 2200 obr./min oraz maksymalnym momentem obrotowym wynoszącym 706 Nm przy 1500 obr./min. Jednostka napędowa została zblokowana z 6-biegową manualną skrzynią biegów typu S6-90. Układ napędowy umożliwiał osiągnięcie przez autobus prędkości 107 km/h. Seryjne pojazdy posiadały nadwozie o długości 11,2 m, do którego mieściło się 47 pasażerów podróżujących na miejscach siedzących. W układzie jezdnym zastosowano sztywną oś przednią firmy Rába (podtyp .01) lub produkowaną przez JZS (podtyp .02), natomiast z tyłu zamontowano most sztywny Rába. Obydwa te komponenty zawieszone były na miechach pneumatycznych.
Z powodu problemów z dostawami odpowiedniej liczby silników przez Wytwórnię Silników w Mielcu oraz skrzyń biegów z Tczewa, postanowiono rozpocząć montaż jednostek napędowy importowanych z Jugosławii. Dostawcą tych komponentów zostały odpowiednio firmy TAM oraz Famos. W 1986 roku wdrożono do produkcji model H10-11.13, którego źródłem napędu był chłodzony powietrzem, 6-cylindrowy widlasty silnik wysokoprężny typu TAM F6L-413FR o pojemności skokowej około 9,6 dm³ i mocy maksymalnej 141 kW (192 KM), która przekazywana była na koła jezdne poprzez 5-biegową manualną skrzynię biegów Famos 5MS-6024. Z powodu niewystarczającej mocy silnika 6-cylindrowego w 1987 roku zaprezentowano wersję Autosan H10-11.14 wyposażoną w zespół napędowy złożony z chłodzonego powietrzem, 8-cylindrowego widlastego silnika wysokoprężną typu TAM F8L-413F o pojemności skokowej około 12,8 dm³ i mocy maksymalnej 188 kW (256 KM). Silnik tego typu zblokowany został z produkowaną w Polsce na licencji firmy ZF, 6-biegową manualną skrzynią biegów S6-90. Zastosowanie nowego silnika znacznie poprawiło osiągi pojazdu, który osiągał prędkość maksymalną 121 km/h. Podtyp .14 oferowany był również w wersji turystycznej wyposażonej w klimatyzator przestrzeni pasażerskiej. Silniki firmy TAM stosowane były w modelach serii H10 do 1992 roku.

#### Autosan H10-11.05/.06
Również w 1984 roku zaprezentowano prototypy odmian Autosanów serii H10-11, przeznaczonych do obsługi komunikacji podmiejskiej. Modele H10-11.05 i H10-11.06 charakteryzowały się nadwoziem wyposażonym w trzy pary drzwi o układzie 2-2-2, z czego drzwi środkowe były szersze od przednich i tylnych oraz otwierane do wewnątrz. Odpowiednie zmiany wprowadzono również we wnętrzu, które dostosowane zostało do przewozu 75 pasażerów, z czego 42 na miejscach siedzących. Analogicznie jak w wersji międzymiastowej do napędu wykorzystano silnik SW680/95/21 o mocy 136 kW (185 KM), połączony z 6-biegową skrzynią biegów S6-90. Zawieszenie stanowiły oparte na miechach pneumatycznych przednia oś Rába (podtyp .05) lub Jelcz (.06) oraz sztywny tylny most napędowy Rába. Wersje podmiejskie nie zdobyły uznania PKSów, dlatego też wyprodukowano tylko 20 egzemplarzy tych autobusów w 1985 roku.

#### Autosan H10-11.11/.11N/.21

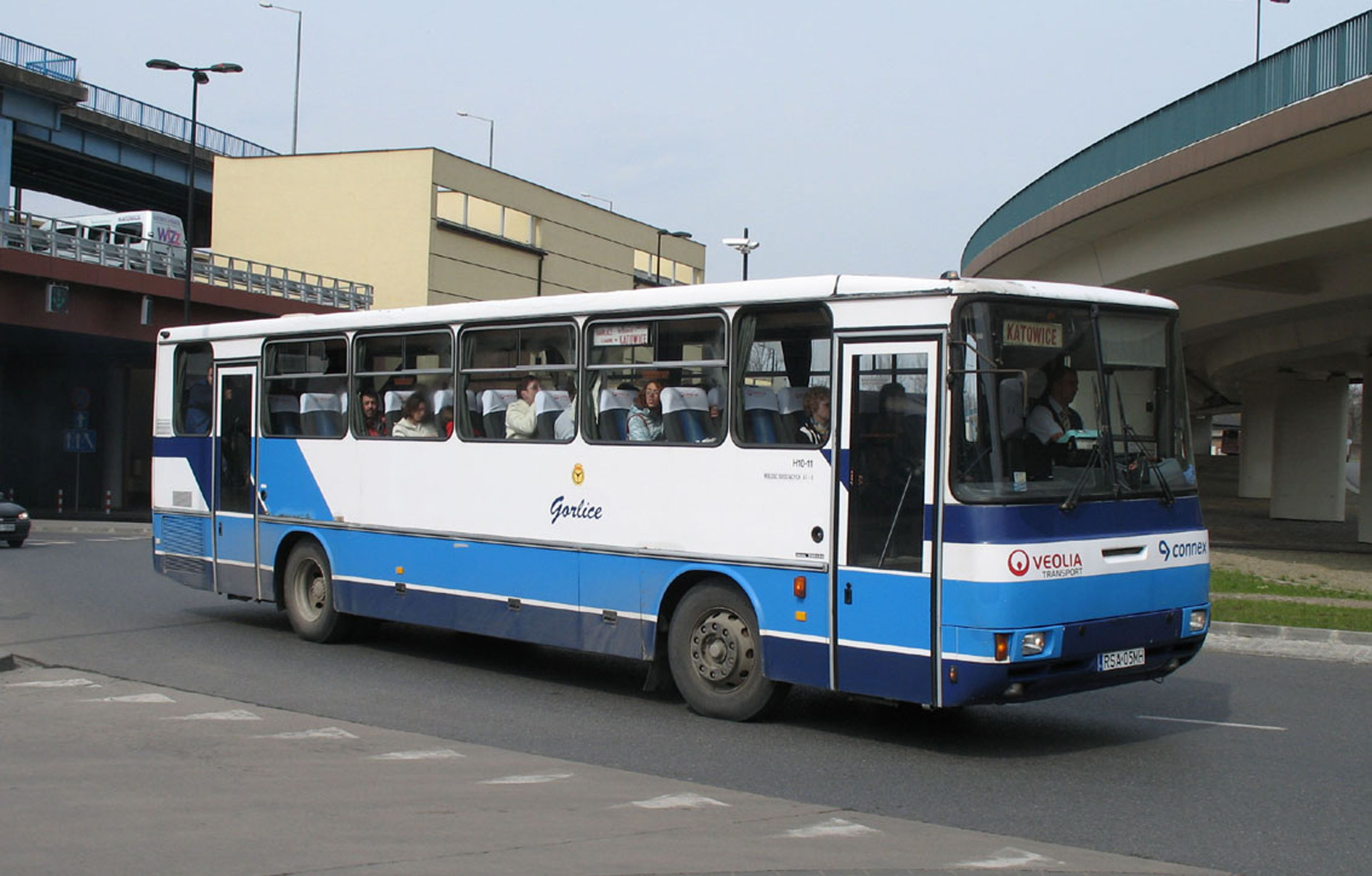
Autosan H10-11.21 wersja z lat 1996-2003

Wraz z wprowadzeniem do produkcji seryjnej w 1990 roku modelu H10-12 stopniowo wycofywano z oferty międzymiastową wersję Autosana H10-11, która w programie produkcyjnym znajdowała się do 1992 roku. Z tego powodu w 1991 roku zaprezentowano odmiany podmiejskie i lokalne tego modelu o oznaczeniu H10-11.11 i H10-11.21, które różniły się od siebie konfiguracją wnętrza oraz liczbą i układem drzwi. Podtypy .11 posiadał układ 1-2-1, dzięki czemu autobus ten mógł być również wykorzystywany do obsługi linii miejskich. Przeznaczony był do przewozu 77 pasażerów, z czego 37 na miejscach siedzących. Podtyp .21 miał układ drzwi 1-0-1 i przeznaczony był do przewozu pasażerów na większe odległości. Pojemność przestrzeni pasażerskiej również wynosiła 77 pasażerów, jednak 47 na miejscach siedzących. Wraz z wprowadzeniem podmiejskich odmian Autosana H10-11 przeprowadzono modernizację nadwozia wszystkich modeli serii H10, na wzór zbudowanych na początku lat 90. prototypów mniejszego autobusu Autosan H10-10. Zastosowano nową ścianę czołową bez klapy, zderzaki z tworzywa sztucznego oraz kwadratowe lampy tylne z autobusów Ikarus serii 200. Obniżono linię dachu w przedniej części nadwozia oraz podniesiono górną krawędź linii okien bocznych. Zmiany objęły również układ jezdny, gdzie zwiększono rozstawienie miechów pneumatycznych, dzięki czemu poprawiono właściwości jezdne autobusu. Do napędu podmiejskich Autosanów H10-11 wykorzystano 6-cylindrowy, rzędowy silnik wysokoprężny typu SW680 o pojemności skokowej 11100 cm³ i mocy 148 kW (202 KM) lub jego turbodoładowaną odmianę SWT 11/311/23 o mocy maksymalnej 176 kW (240 KM). Silniki te współpracowały z 6-biegową manualną skrzynią biegów S6-90.
W 1995 roku wprowadzono nowy wzór jednopłatowy drzwi przednich i tylnych. W tym samym roku do oferty dołączył model H10-11.11N, będący odmianą podtypu .21 przystosowaną do przewozu osób na wózkach inwalidzkich, dzięki wyposażaniu jej w windę, dostęp do której zapewniony był poprzez drzwi umieszczone pomiędzy osiami i otwieranymi ręcznie na zewnątrz. Wnętrze po odpowiednich zmianach dostosowano do przewozu 2 wózków inwalidzkich oraz 65 pasażerów, z czego 35 na miejscach siedzących. Kolejną, lecz znacznie obszerniejszą modernizację tego modelu przeprowadzono w 1996 roku. Wprowadzono wówczas  ścianę czołową oraz tylną z wklejaną szybą, które wykonane zostały z tworzywa sztucznego oraz nowe aluminiowe drzwi. Do oferty dołączyła również odmiana podtypu .11 z drzwiami o układzie 1-2-0. Od tej modernizacji modele te nosiły nazwy Autosan H10-11.21 Local, H10-11.11 Local 2 (dwudrzwiowy) i H10-11.11 Local 3 (trzydrzwiowy). Źródłem napędu zmodernizowanych pojazdów był 6-cylindrowy, rzędowy silnik wysokoprężny typu SWT 11/311/2 o pojemności skokowej 11100 cm³, mocy maksymalnej 176 kW (240 KM) osiąganej przy 2200 obr./min i maksymalnym momencie obrotowym 902 Nm przy 1500 obr./min.. Autosan H10-11 Local osiągał prędkość maksymalną 112 km/h. Od 1997 roku pojawiła się możliwość montażu tylnego mostu napędowego produkcji firmy FON Radomsko, zamiast komponentu firmy Rába. Ostatecznie produkcję seryjną autobusów Autosan H10-11 zakończono w 2003 roku.

#### Autosan H10-11.11B/.11BM
W 1996 roku zaprezentowano i wdrożono do produkcji kolejną odmianę serii H10-11, którą był autobus miejski Autosan H10-11.11B. Pojazd ten powstał głównie ze względu na chęć zaspokojenia potrzeb na autobusy miejskie dużej pojemności na rynku rosyjskim, gdzie wyeksportowano ponad 300 sztuk tych autobusów. Nowy model posiadał trzy pary drzwi o układzie 2-2-1 sterowanych eletro-pneumatycznie z miejsca kierowcy. Wnętrze autobusu dostosowane zostało do przewozu 123 pasażerów, z czego 21 na miejscach siedzących. W układzie napędowym zastosowano spełniający wymagania normy czystości spalin Euro 2, 6-cylindrowy, rzędowy, turbodoładowany silnik wysokoprężny Steyr WD 615.50 o pojemności skokowej około 9,7 dm³, mocy maksymalnej 201 kW (273 KM) osiąganej przy 2200 obr./min. i maksymalnym momencie obrotowym 1110 Nm przy 1450 obr./min. Alternatywnie wykorzystywano również 6-cylindrowy silnik MAN D0826 LOH o pojemności 6,87 dm³, mocy 191 kW (260 KM) przy 2300 obr./min. i momencie obrotowym wynoszącym 1100 Nm przy 1350-1700 obr./min. Obydwie jednostki napędowe zblokowane zostały z 4-biegową manualną skrzynią biegów TS4-95. H10-11.11B rozwijał prędkość maksymalną wynoszącą około 70 km/h. W 1997 roku rozpoczęto sprzedaż odmiany H10-11.11BM wyposażonej w silnik Mercedes-Benz OM401LA o mocy 213 kW (290 KM), który współpracował z 6-biegową manualną skrzynią biegów TS6-120.

### Modele małoseryjne i prototypy

#### Autosan H10-11.08
W 1990 roku opracowano i zbudowano prototyp autobusu przeznaczonego do obsługi tras miejskich oraz podmiejskich o oznaczeniu Autosan H10-11.08. Model ten cechował się nietypowym rozmieszczeniem drzwi w układzie 1-2-2-1, z jednoskrzydłowymi drzwiami przednimi i tylnymi oraz dwoma parami dwuskrzydłowych drzwi środkowych. Głównymi odbiorcami tej wersji rodziny H10 miały być przedsiębiorstwa komunikacyjne z ZSRR. Źródło napędu stanowił 6-cylindrowy silnik SW680/95/21 o mocy maksymalnej 136 kW (185 KM).

#### Autosan H10-11.19
Na zlecenie zespołu muzycznego Curtis International w 1990 roku, stworzono specjalną, luksusową odmianę międzymiastowej wersji modelu H10-11. Podtyp .19 w stosunku do seryjnego modelu posiadał szereg elementów wyposażenia, które znacznie podnosiły komfort podróży, w tym klimatyzację przestrzeni pasażerskiej firmy Webasto, system Audio-Video z indywidualnymi wejściami na słuchawki, toaletę oraz szatnię. Wnętrze wykończone materiałową tapicerką przeznaczone zostało do przewozu 25 osób, w tym 24 pasażerów na fotelach firmy Vogel z regulowanym oparciem oraz dodatkowo pilota. Modernizację przeszło również nadwozie autobusu, zasadniczą zmianą było podniesienie dolnej linii bocznych okien, oprócz tego zastosowano przednie drzwi odskokowe firmy Bode, elektrycznie regulowane lusterka zewnętrzne, przejęte z modeli marki Mercedes-Benz oraz reflektory halogenowe z żarówkami H4. Dodatkowo zainstalowano dwa zbiorniki paliwa, każdy o pojemności 160 l. Napęd modelu H10-11.19 stanowił chłodzony powietrzem, 8-cylindrowy widlasty silnik wysokoprężny TAM F8L-413F o pojemności skokowej około 12,8 dm³ i mocy maksymalnej 188 kW (256 KM), zblokowany z 6-biegową manualną skrzynią biegów S6-90.

## Autosan H10-12

### Rozwój
Po zmianie planów dotyczących rozwoju serii H10 oprócz autobusów o długości około 11 m, pracowano jeszcze nad dłuższym 12-metrowym pojazdem, który w ofercie producenta pełniłby rolę sztandarowego modelu. W 1983 roku oprócz dwóch autobusów H10-51 i H10-53 zbudowano trzeci prototyp o oznaczeniu H10-12.01, w którym zawarto informację odnoszącą się do długości autobusu. Wydłużone nadwozie autobusu zostało przeznaczone do przewozu 50 pasażerów na miejscach siedzących. Źródło napędu stanowił 6-cylindrowy, rzędowy silniki wysokoprężny SW680/95/2 o pojemności skokowej 11100 cm³ i mocy maksymalnej 136 kW (185 KM). Napęd przenoszony był poprzez 6-biegową manualną skrzynię biegów typu S6-90. W układzie jezdnym wykorzystano zawieszone na miechach pneumatycznych niezależną oś przednią przejętą z autobusu Jelcz PR110 oraz tylny sztywny most napędowy dostarczony przez firmę Rába. W 1985 roku zbudowano kolejne dwa prototypy tej wersji oznaczane jako H10-12.03 oraz H10-12.06. Pojazdy te były podobnie skompletowane jak egzemplarz z 1983 roku, jednak zastosowano w nich przednią sztywną oś Rába. W późniejszym okresie do tych autobusów montowano w celu przeprowadzania testów różne alternatywne podzespoły jak np. silnik TAM F8L-413F, będący wówczas w fazie prób turbodoładowany silnik WS Mielec o mocy 176 kW (240 KM) lub sztywną przednią oś produkcji radzieckiej firmy LiAZ.

### Modele seryjne

#### Autosan H10-12.03/.04
Pomimo opracowania modelu H10-12 jeszcze w latach 80. pojazdy te nie znajdywały odbiorców wśród przedsiębiorstw PKS, głównie ze względu na zbyt konkurencyjny charakter w stosunku do niewiele krótszego Autosana H10-11. Z tego powodu seryjną produkcję tej odmiany rodziny H10 rozpoczęto dopiero w 1990 roku. Przedstawiono wówczas podczas Międzynarodowych Targów Poznańskich dwa autobusy o oznaczeniu H10-12.03 i H10-12.04. Pierwszy z nich posiadał jugosłowiański, chłodzony powietrzem, 8-cylindrowy widlasty silnik wysokoprężny typu TAM F8L-413F o pojemności skokowej około 12,8 dm³ i mocy maksymalnej 188 kW (256 KM). Do napędu podtypu .04 zastosowano turbodoładowany silnik WS Mielec o mocy 176 kW (240 KM).

#### Autosan H10-12.14/.16/.18/.21/.25

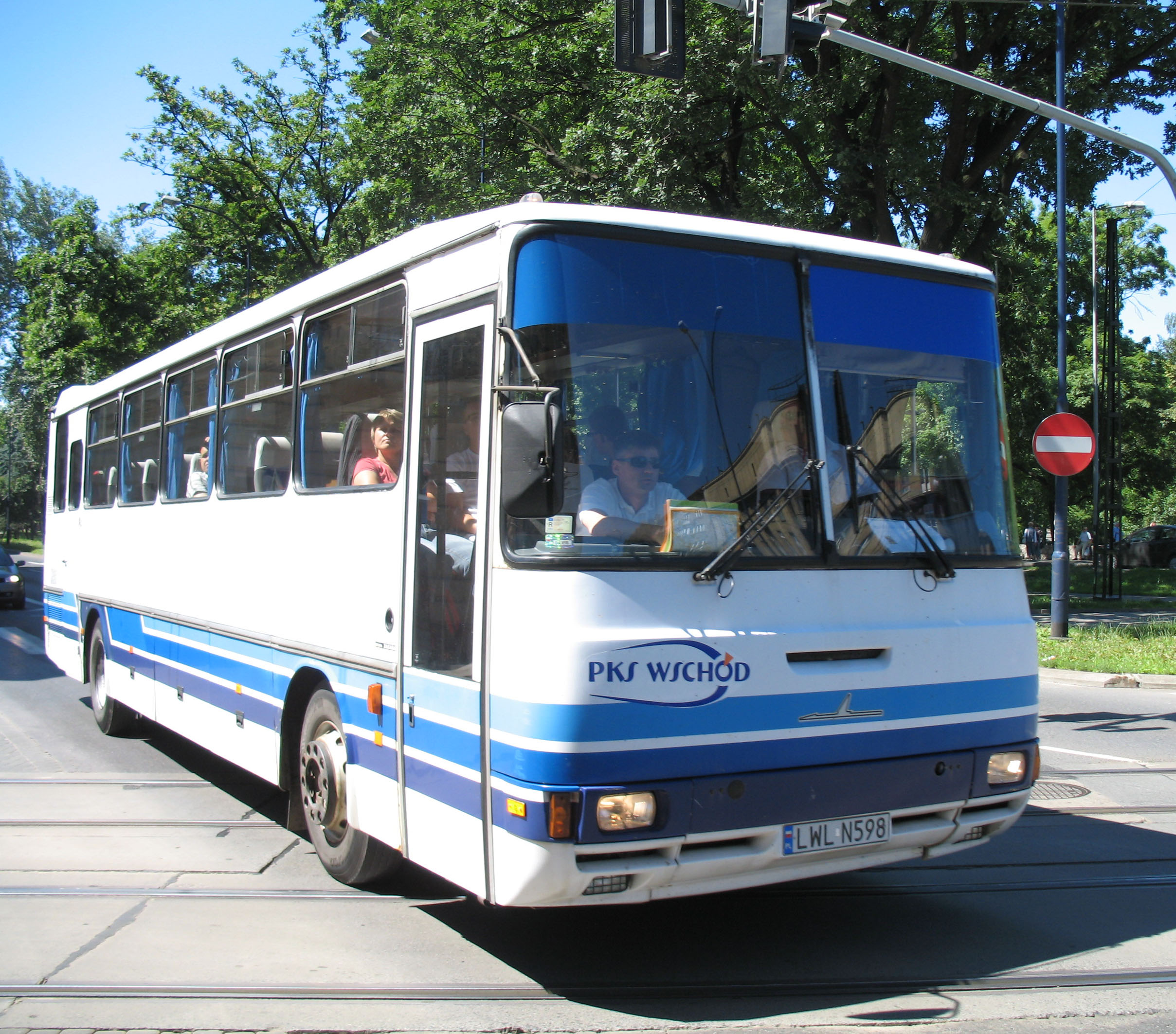
Autosan H10-12.16 Inter

Na przełomie 1990 i 1991 roku przeprowadzono modernizację pojazdów serii H10. Zmiany nadwozia objęły ścianę czołową, w której usunięto stosowaną do tej pory klapę. Zastosowano zderzaki z tworzywa sztucznego oraz kwadratowe lampy tylne przejęte z autobusów Ikarus serii 200. Obniżona została linia dachu w przedniej części nadwozia oraz podniesiono górną krawędź linii okien bocznych. W układzie jezdnym zwiększono rozstawienie miechów pneumatycznych, dzięki czemu poprawiono właściwości jezdne autobusu. Podstawową jednostką napędową stosowaną w zmodernizowanych autobusach H10-12 był 6-cylindrowy, rzędowy silnik wysokoprężny typu SWT 11/311/2 o pojemności skokowej 11100 cm³, mocy maksymalnej 176 kW (240 KM) osiąganej przy 2200 obr./min i maksymalnym momencie obrotowym 902 Nm przy 1500 obr./min.. Jednostka napędowa zblokowana była z 6-biegową manualną skrzynią biegów S6-90. Układ jezdny stanowiła oś przednia oraz tylny sztywny most Rába, zawieszone na miechach pneumatycznych, resorach stalowych oraz amortyzatorach teleskopowych dodatkowo wspieranych przez stabilizator przechyłu. W 1991 roku rozpoczęto również produkcję turystycznego modelu H10-12.18, który posiadał silnik amerykańskiej firmy Cummins. Był to 6-cylindrowy, rzędowy silnik wysokoprężny typu LT10-B250 o pojemności skokowej około 10 dm³, mocy maksymalnej 186 kW (253 KM) osiąganej przy 1900 obr./min i maksymalnym momencie obrotowym 980 Nm przy 1300 obr./min. Silnik ten współpracował ze skrzynią biegów typu S6-90. W następnym roku do oferty dołączył podtyp H10-12.21, który posiadał mocniejszy silnik Cummins LTA10-B290 o mocy maksymalnej 212 kW (288 KM) osiąganej przy 2100 obr./min. i momencie obrotowym wynoszącym 1163 Nm przy 1300 obr./min. oraz kolejna wersja oznaczana jako H10-12.25, która wyposażona była w 6-cylindrowy, rzędowy silnik wysokoprężny Mercedes-Benz OM401LA o pojemności skokowej 9,6 dm³, mocy maksymalnej 213 kW (290 KM) osiąganej przy 2100 obr./min i maksymalnym momencie obrotowym 1185 Nm przy 1100 obr./min.. W zależności od zastosowanej jednostki napędowej Autosan H10-12 osiągał prędkość maksymalną 112–138 km/h. W 1995 roku przeprowadzono nieznaczną modernizację stylizacji nadwozia pojazdu, wprowadzono nowy wzór jednopłatowy drzwi przednich i tylnych.

#### Autosan H10-12.16 Inter
W 1996 roku przeprowadzono znaczącą modernizację tego modelu, w ramach której zastosowano wykonane z tworzyw sztucznych ścianę czołową oraz tylną z wklejaną szybą. Wprowadzono wówczas również nowy wzór jednopłatowych drzwi przednich, które zostały wykonane z aluminium i posiadały wklejaną szybę. Zmodernizowany autobus nosił nazwę Autosan H10-12.16 Inter i stanowił tańszą alternatywę dla wprowadzonego do produkcji seryjnej w tym samym roku Autosana A1012T Lider, który był przedstawicielem nowej generacji autobusów sanockiej fabryki. Napęd Intera tak jak pozostałych odmian klasy maxi rodziny H10 stanowił 6-cylindrowy, rzędowy silnik wysokoprężny typu SWT 11/311/2 o pojemności skokowej 11100 cm³, mocy maksymalnej 176 kW (240 KM) osiąganą przy 2200 obr./min i maksymalnym momencie obrotowym 902 Nm przy 1500 obr./min.. Jednostkę napędową zblokowano z 6-biegową manualną skrzynią biegów typu S6-90. Prędkość maksymalna wynosiła 112 km/h. Autosan H10-12.16 Inter przewidziany był do przewozu 47 pasażerów na miejscach siedzących oraz dodatkowo pilota na osobnym fotelu lub 45 pasażerów w przypadku wersji wyposażonej w chemiczną toaletę. Na życzenie klienta autobus mógł być wyposażony dodatkowo w lodówkę, automat do napojów, zestaw audio-video, ozdobne kołpaki kół oraz sufit i panele boczne wnętrza wykończone wykładziną materiałową. Produkcję Autosana H10-12.16 Inter ostatecznie zakończono w 2000 roku, w którym to wyprodukowano ostatnie 14 egzemplarzy tego modelu.

## Autosan H10-10

### Rozwój
Starzejąca się konstrukcja Autosanów serii H9, które stanowiły główny produkt fabryki oraz znaczne postępy w pracach nad nową rodziną H10, sprawiły, iż pod koniec lat 80. rozpoczęto prace nad następcą starej serii autobusów, który stanowiłby kolejną odmianę serii H10. Pierwszy prototyp 10 metrowego modelu klasy midi o oznaczeniu H10-10 powstał w 1988 roku. W stosunku do produkowanych wówczas Autosanów H10-11 różnił się on stylizacją nadwozia, które wyróżniało się obniżoną linią dachu w części przedniej, podwyższoną dolną linią bocznych okien, nowym wzorem drzwi przednich, lampami tylnymi przejętymi z autobusów Ikarus oraz wykonanymi z tworzywa sztucznego nadkolami i zderzakiem przednim. Do napędu prototypu wykorzystano 6-cylindrowy silnik typu 6CT107 o pojemności skokowej 6540 cm³ i mocy maksymalnej 125 kW (170 KM), zblokowany z 5-biegową manualną skrzynią biegów S5-45 produkowaną przez zakłady FPS z Tczewa. Dostawcą sztywnej osi przedniej oraz mostu napędowego była Fabryka Samochodów Ciężarowych "Star". Podzespoły te zawieszone zostały na resorach piórowych. W autobusie tym zastosowano pneumatyczny układ hamulcowy.
W latach 1990–1991 zaprezentowano kolejne 4 prototypy tej wersji. Pierwszy z prototypów zbudowany na początku 1990 roku był w pełni zunifikowany pod względem konstrukcji z modelem H10-11. Drugi z prototypów powstał pod koniec 1990 roku i wyróżniał się podniesioną linią okien bocznych. Na początku 1991 roku przedstawiono trzeci prototyp, który posiadał obniżoną przednią część dachu, usuniętą klapę ze ściany czołowej, podniesioną linię okien bocznych oraz szersze okno umieszczone za drzwiami przednimi. Czwarty prototyp, zunifikowany z odmianami seryjnymi pod względem rozwiązań bazował na poprzednim prototypie, jednak dodatkowo zastosowano w nim szersze plastikowe zderzaki. Do napędu wszystkich prototypów wykorzystano silnik Andoria 6CT107.

### Modele seryjne

#### Autosan H10-10.01/.02/.02R

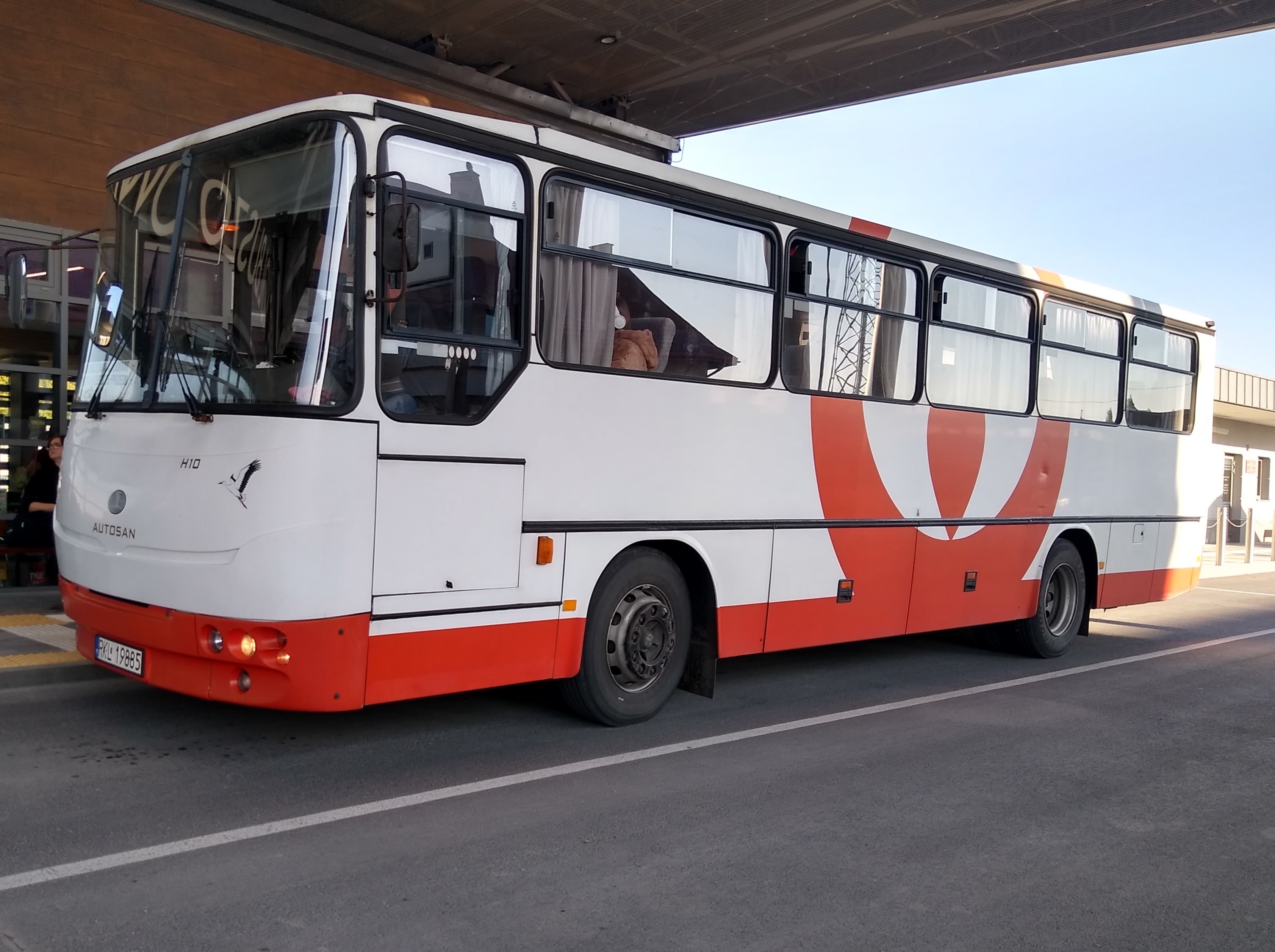
Autosan H10-10.02

Produkcję seryjną najmniejszej odmiany serii H10 rozpoczęto pod koniec 1992 roku. Nowy model napędzany był turbodoładowanym 6-cylindrowym silnikiem typu 6CT107/A1 o pojemności skokowej 6540 cm³ i mocy maksymalnej 125 kW (170 KM), współpracującym z 5-biegową manualną skrzynią biegów S5-60. Zespół napędowy pozwalał na osiągnięcie przez pojazd prędkości maksymalnej 110 km/h. W układzie jezdnym zastosowano dostarczane przez FSC Star przednią oś sztywną oraz tylny sztywny most napędowy. Zespoły te zawieszane były na resorach piórowych. Pojazd ten przystosowany został do przewozu 43 pasażerów lub 41 przy zastosowaniu foteli z oparciem uchylnym. Bagaże podróżnych przewożone były w podpodłogowych bagażnikach o pojemności łącznej 4,5 m³. W 1994 roku osie jezdne ze Starachowic zostały zastąpione komponentami produkcji firmy FON Radomsko. W tym samym roku do oferty dołączył model H10-10.02R wyposażony w spełniający normę czystości spalin Euro 1, 6-cylindrowy silnik wysokoprężny Renault MIDR 06.02.26W o pojemności skokowej 6177 cm³ i mocy maksymalnej 151 kW (205 KM). W 1995 roku podobnie jak w pozostałych modelach serii H10 wprowadzono nowy wzór jednopłatowy drzwi przednich i tylnych.

#### Autosan H10-10.02A/.02R/.02RE Midi

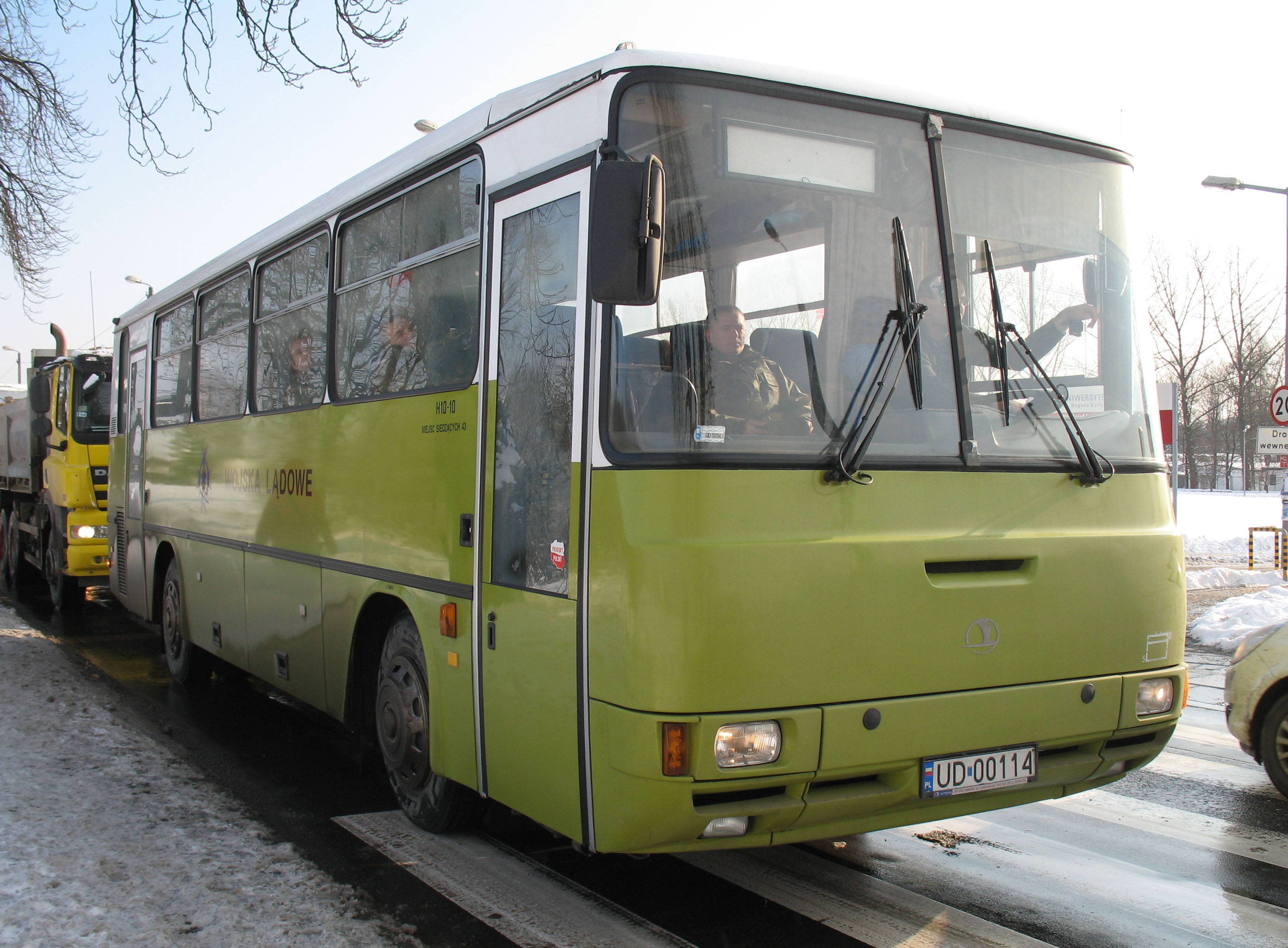
Autosan H10-10 Midi

W 1996 roku w modelu H10-10 przeprowadzono analogiczną modernizację jak w pozostałych odmianach serii H10. Zmiany objęły głównie nadwozie, w którym zastosowano wykonane z tworzyw sztucznych ścianę czołową, tylną z wklejaną szybą oraz aluminiowe jednopłatowe drzwi przednie z wklejaną szybą. Opcjonalnie sterowane elektropneumatycznie, aluminiowe drzwi mogły być zastosowane z tyłu w miejsce oferowanych standardowo drzwi otwieranych ręcznie. Zmodernizowany pojazd uzyskał dodatkowy człon nazwy – Midi. Standardowa wersja o oznaczeniu H10-10.02A Midi wyposażona była w zmodernizowany 6-cylindrowy silnik wysokoprężny Andoria 6CT107-2/A1/3 o pojemności skokowej 6540 cm³ i mocy maksymalnej 125 kW (170 KM). Jednostka napędowa była zblokowana z 5-biegową manualną skrzynią biegów FPS S5-60. Alternatywnie do napędu wykorzystywano silnik Renault MIDR 06.02.26W o mocy 151 kW (205 KM), stosowany w odmianie H10-10.02R. Silnik ten zastąpiony został w późniejszym okresie przez jednostkę Renault MIDR 06.02.26W4 o mocy maksymalnej 154 kW (209 KM), spełniającą wymagania normy czystości spalin Euro 2. Autosan Midi dostosowany był do przewozu 43 pasażerów na miejscach siedzących lub 41 przy zastosowaniu foteli z pochylanymi oparciami. W wyposażeniu opcjonalnym tego modelu znajdował się zestaw audio-video, lodówka, automat do napojów, ozdobne kołpaki kół oraz wykładzina materiałowa sufitu i paneli bocznych wnętrza. W 1999 roku opracowano autobus szkolny Autosan H10-10S Urwis, który został przystosowany do przewozu 45 uczniów na twardych plastikowych siedzeniach wykończonych materiałem. Alternatywnie oferowano odmianę z 44 siedzeniami pasażerskimi i miejscem do przewozu wózka inwalidzkiego. Wersja Urwis wyróżniała się jaskrawym kolorem nadwozia, odpowiednim oznakowaniem oraz zastosowaniem sygnału dźwiękowego informującego o otwarciu tylnych drzwi. Model ten nie zyskał popularności i w 2000 roku został wycofany z oferty. W tym samym okresie powstał autobus sanitarny na bazie modelu H10-10 Midi, przystosowany do transportu 18 poszkodowanych na noszach. Dla potrzeb ratownictwa górniczego opracowano odmianę ratowniczą autobusu Autosan H10-10, który stanowił wyposażenie Okręgowych Stacji Ratownictwa Górniczego. Zmiany wprowadzone w wersji dla ratownictwa dotyczyły głównie wnętrza pojazdu, gdzie większość siedzeń pasażerskich zostało usuniętych w celu zapewnienia przestrzeni dla specjalistycznego wyposażenia umieszczanego na stojakach lub metalowych regałach. Modyfikacje nadwozia początkowo ograniczono wyłącznie do montażu niebieskich sygnałów błyskowych, w późniejszym okresie standardowe aluminiowe klapy bagażników podpodłogowych zostały zastąpione zwijanymi roletami, umożliwiającymi szybki i łatwy dostęp do przestrzeni bagażowej. Produkcję seryjną Autosanów H10-10 Midi zakończono w 2003 roku.

## Modele pochodne

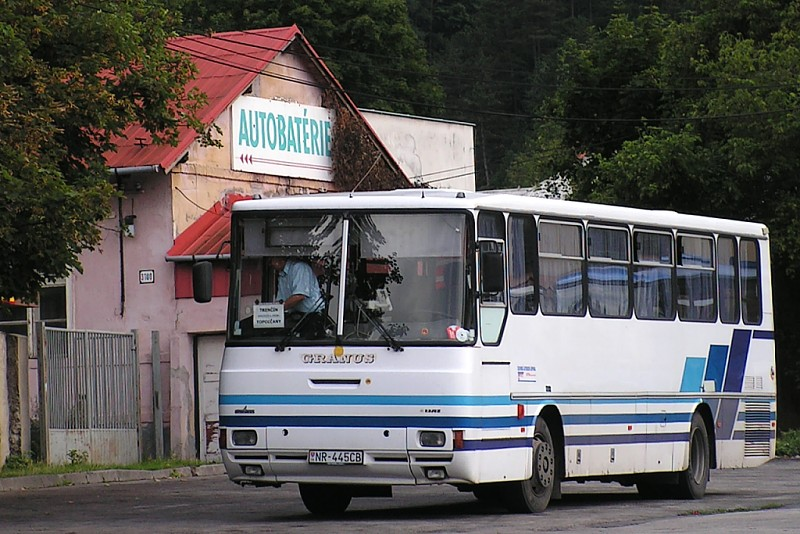
Autobus Granus H10-11 z SAD Žilina zmontowany na Słowacji w zakładach Granus (ex LIAZ Zvolen) z podzespołów Autosana H10

### Granus H10-11
Poszukiwania rynków zagranicznych na sanockie wyrobu poskutkowały rozpoczęciem w 1997 roku montażu podmiejskiego modelu H10-11.11 Local 2 na Słowacji przez firmę Granus, dawniej LIAZ Zvolen w Zwoleniu. Autobus ten oferowany był jako Granus H10-11. W stosunku do polskiego odpowiednika wprowadzono w nim zmiany obejmujące układ napędowy i jezdny. Źródło napędu stanowił 6-cylindrowy, rzędowy, turbodoładowany silnik wysokoprężny Steyr WD 615.50 o pojemności skokowej 9726 cm³, mocy maksymalnej 200 kW (272 KM) osiąganej przy 2200 obr./min. i maksymalnym momencie obrotowym 1100 Nm przy 1200-1400 obr./min.. Silnik zblokowano z 6-biegową manualną skrzynią biegów TS6-120. Granus H10-11 rozpędzał się do prędkości 110 km/h. W układzie jezdnym zastosowano oś przednią LIAZ oraz tylny most napędowy PPS Detva. Montaż zakończono w 2001 roku łącznie wyprodukowano 76 egzemplarzy. W 1997 r. – 10 sztuk, 1998 – 56 szt., 1999 – 6 szt., 2000 – 1 szt., 2001 – 3 sztuki.

### PAZ 5269
Na początku lat 90. w Rosji zaczęto montować autobusy Autosan w Orenburgu. W 1997 roku Autosan rozpoczął współpracę z rosyjskim producentem, firmą PAZ. W wyniku kooperacji produkowano w Rosji autobusy bazujące na polskich podwoziach, w tym model PAZ 5269 na podwoziu Autosan H10-12.28/P-4700 z silnikiem Cummins. Współpraca polsko-rosyjska została zakończona w 2000 roku.

### Rossan H10-11.11BT
W 1998 roku zakłady Autosan wspólnie z rosyjskimi firmami Gorstrojelektrotrans i NII GET na zlecenie władz miasta Orenburg przystąpiły do zbudowania dwóch trolejbusów Rossan H10-11.11BT na bazie autobusu Autosan H10-11.11BMA z drzwiami w układzie 2-2-2. Montaż instalacji elektrycznej pojazdu odbywał się w Rosji. Do napędu trolejbusu wykorzystano silnik prądu stałego (DC) typu DK-211BM o mocy 170 kW (231 KM). Sterowanie pracą silnika odbywało się poprzez układ impulsowy z regulatorem tyrystorowym typu RT-300/700B2M. Trolejbus dostosowany był do przewozu 123 pasażerów, z czego 21 na miejscach siedzących.

## Prototypy

### Autosan H10-35
W 1983 roku skonstruowano prototyp autobusu miejskiego Autosan H10-35. Autobus ten stanowił rozwinięcie koncepcji zaprezentowanego w 1978 roku prototypu o oznaczeniu H9/II z czterema parami dwuskrzydłowych drzwi umożliwiających szybką wymianę pasażerów. Nowy pojazd w ofercie producenta przewidywany był jako następca rozpowszechnionego w kraju modelu starszej generacji H9-35. H10-35 przewidziany był do przewozu 90 pasażerów z czego 22 na miejscach siedzących. We wnętrzu zastosowano szereg elementów wykończeniowych z Jelcza PR110U, w tym mechanizmy drzwiowe, uchwyty oraz fotele. Układ jezdny stanowiła przednia oś produkcji JZS oraz tylny most napędowy Rába, oparte na miechach pneumatycznych. Źródło napędu stanowił silnik 6CT107 o mocy 125 kW (170 KM). Prototyp w 1985 roku trafił do MKS Sanok.

### Autosan H10-30
Po zbudowaniu prototypu H10-35 dalej kontynuowano prace nad odmianą miejską serii H10, co zaowocowało zbudowaniem w 1985 roku 3 prototypów modelu H10-30, które stanowiły rozwinięcie starszego prototypu. Pierwsze próby eksploatacyjne H10-30 odbyły się w 1983 roku. W stosunku do H10-35 nadwozie charakteryzowało się kwadratowymi reflektorami oraz większą liczbą elementów plastikowych jak np. zderzaki czy obudowa świetlika nadokiennego przeznaczonego do umieszczenia tablicy informującej o numerze linii i kierunku podróży pojazdu. W jednym z trzech prototypów zamiast przedniej osi produkcji JZS zastosowano podzespół importowany z Węgier. W 1987 roku zaprezentowano ostatni egzemplarz tego modelu, który nie różnił się pod względem zastosowanych komponentów od czwartego prototypu z 1985 roku. W 1987 roku ostatecznie zrezygnowano z dalszych prac na modelem H10-30, skupiając się na rozwoju autobusów międzymiastowych.

## Konstrukcja

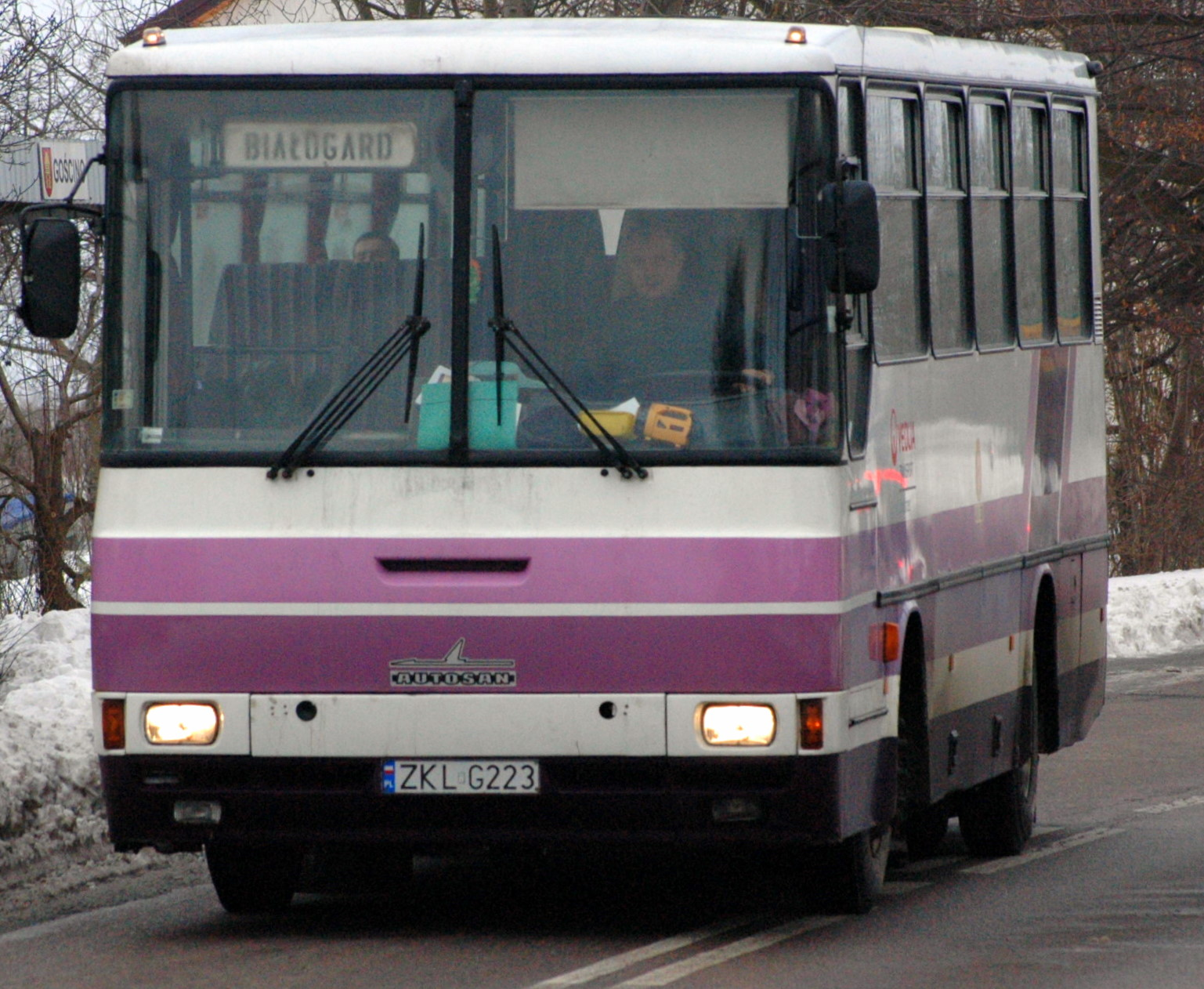
Autosan H10-10 Midi

### Nadwozie
Konstrukcja nadwozia modeli serii H10 wykonana została z kwadratowych i prostokątnych rur stalowych, łączonych ze sobą poprzez spawanie. Nadwozie oparte było na podłużnicowo-kratownicowej ramie. Poszycie zewnętrzne wykonane zostało z blachy stalowej. Od 1996 roku ściany czołowa oraz tylna wykonywane były z tworzyw sztucznych mocowanych do szkieletu nadwozia poprzez klejenie, klapy oraz drzwi wykonywano z aluminium natomiast poszycie boczne stanowiły blachy ocynkowane. Do wykończenia sufitu i ścian bocznych wnętrza wykorzystywane były płyty laminowane, początkowo drewnopodobne później w kolorze kości słoniowej lub białe. Na życzenie odbiorcy panele sufitowe i boczne mogły być wykańczane wykładziną materiałową. Podłoga pokrywana była wykładziną tarafleks, zastąpioną w późniejszym okresie wykładziną z PCW. Wentylacja zapewniona była przez otwory okienne, klapy dachowe, otwory w ścianie czołowej oraz wyciągi wentylacyjne. W modelu H10-12 zamontowane były tunele wentylacyjne, do których wtłaczane było powietrze z umieszczonych na dachu wentylatorów. Dzięki temu rozwiązaniu na każde miejsce siedzące przypadał indywidualny nawiew. W międzymiastowych autobusach H10-10 i H10-12 istniała możliwość zamontowania klimatyzatora przestrzeni pasażerskiej. Ogrzewanie zapewniał agregat grzewczy połączony z układem chłodzenia silnika oraz dodatkowe nagrzewnice.

### Układ jezdny i hamulcowy
W modelach H10-11 i H10-12 zastosowano zawieszenie zależne ze sztywną przednią osią i sztywnym tylnym mostem napędowym, które oparte były na miechach pneumatycznych, amortyzatorach teleskopowych oraz stabilizatorach przechyłu. W 1991 roku w celu poprawy właściwości jezdnych zwiększono rozstaw miechów pneumatycznych. Głównym dostawcą osi jezdnych była węgierska firma Rába, jednak w latach 80. oferowano również pojazdy z przednimi osiami Jelcz. W 1997 roku w modelu H10-11 wprowadzono możliwość montażu tylnego mostu FON Radomsko. W Autosanie H10-10 zastosowano zwieszenie w pełni mechaniczne. Osie jezdne produkcji FSC Star zawieszone były na resorach piórowych, amortyzatorach teleskopowych dodatkowo wspartych przez stabilizatory przechyłu. Od 1994 roku stosowano wyłącznie osie produkcji zakładów FON Radomsko.
Autobusy rodziny H10 posiadały dwuobwodowy pneumatyczny układ hamulcowy z samoregulacją luzów. Na obydwu osiach stosowane były hamulce bębnowe. W serii H10 zastosowano sterowany pneumatycznie sprężynowy hamulec awaryjny działający na koła tylne oraz mechaniczny hamulec postojowy z siłownikiem pneumatycznym. Hamulec silnikowy sterowany elektropneumatycznie z miejsca kierowcy zabudowany był w układzie wydechowym. W późniejszym okresie standardowo montowany był system ABS.

### Instalacja elektryczna
Autosany serii H10 wyposażone zostały w instalację elektryczną o napięciu znamionowym 24 V. Do wytwarzania energii elektrycznej zastosowano alternator o natężeniu 80 A lub 85 A. W odmianie miejskiej H10-11.11B/H10-11.11BM ze względu na większe zapotrzebowanie na energię elektryczną zastosowano alternator 140 A. Do magazynowania wytworzonego prądu zastosowano dwa akumulatory o pojemności 180 Ah. Instalacja elektryczna obsługiwała podstawowe układy elektryczne autobusu, jak układ zasilania silnika, oświetlenie zewnętrzne i wewnętrzne, ogrzewanie, system wentylacji czy instalację pneumatyczną. Dodatkowo na zamówienie klienta istniała możliwość montażu dodatkowych urządzeń elektrycznych, jak klimatyzatora, lodówki, radia czy automatu do napojów.